# Jeremy Chappell
Jeremy Lamar Chappell (Cincinnati, Ohio, 10 de junio de 1987) es un jugador de baloncesto estadounidense que juega en el New Basket Brindisi de la Lega Basket Serie A. Con 1,91 metros de altura, juega en la posición de escolta.

## Trayectoria deportiva
Formado en la universidad de Robert Morris, no fue elegido en el Draft de la NBA de 2009. 
Jugó como profesional en Francia (JL Bourg), Polonia (Jaroslaw), Ucrania (Zaporizhya and Hoverla) y Rusia (Zenit Saint Petersburg). Jugó la final de la EuroChallenge en 2014.
Jugó durante dos temporadas en las filas del Avtodor en la VTB league. Chappell jugó 32 partidos en la VTB United League donde promedió 13.4 puntos por partido.
En 2016 firma en las filas del Banvit B.K.
El 12 de julio de 2021, regresa al New Basket Brindisi de la Lega Basket Serie A.